# Vida Guerra

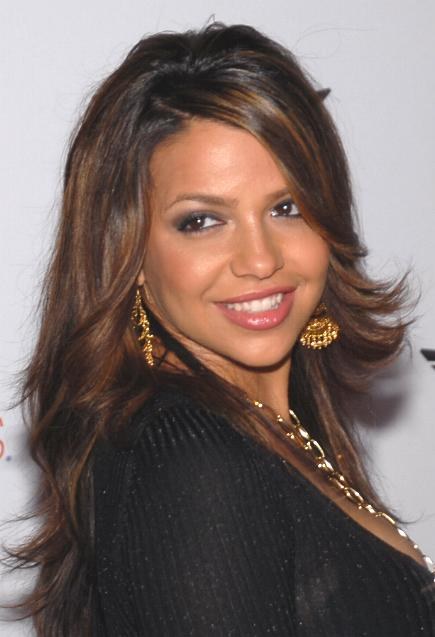
Vida Guerra

Vida Guerra, född 19 mars 1974, är en kubanskfödd amerikansk fotomodell, skådespelare och sångerska. Som modell blev hon känd genom sin medverkan i amerikanska utgåvan av FHM magazine i december 2002. Därefter har hon gjort modelljobb för ett flertal andra herrmagasin.

## Uppväxt
Vida Guerra föddes i Havanna i Kuba, men flyttade tidigt till USA och till staden Perth Amboy i New Jersey. Under uppväxten fick hon bland annat modelljobb för baddräkter och medverkade även i några musikvideor.

## Karriär
Modellkarriären tog fart då hon medverkade i FHM i december 2002. Enligt magasinet handlade omkring en tredjedel av de mail som de fick efter numret om just Vida Guerra, läsare som krävde att få se fler foton av henne. Magasinet arbetade därför mer med henne under de följande åren och hon blev bland annat "årets FHM-modell" 2004. Därefter har hon arbetat med många herrmagasin, bland annat DUB, Smooth, Escape och Open Your Eyes, ofta som omslagsflicka. 
Guerra har också medverkat i det spanska nöjesprogrammet El Gordo y la Flaca och i många musikvideor. År 2005 var hon nummer 26 på FHM:s topp 100-lista över vackraste kvinnorna. Året därpå ställde hon upp för Playboy, för de första nakenbilderna. År 2006 släppte hon sitt debutalbum, You Got Me. Hon har också producerat egna kalendrar för baddräkter. 